# Merionoeda acuta
Merionoeda acuta är en skalbaggsart som beskrevs av Francis Polkinghorne Pascoe 1866. Merionoeda acuta ingår i släktet Merionoeda och familjen långhorningar. Inga underarter finns listade i Catalogue of Life.